# Локтевой разгибатель запястья
Локтевой разгибатель запястья (лат. Musculus extensor carpi ulnaris) — мышца предплечья задней группы.
Имеет длинное веретенообразное брюшко, которое располагается по внутреннему краю задней поверхности предплечья. Начинается двумя головками — плечевой и локтевой. Плечевая головка (лат. caput humerale) берёт начало от латерального надмыщелка плечевой кости (несколько выше места начала разгибателя мизинца), а локтевая головка (лат. caput ulnaris), — от заднего края тела локтевой кости, на уровне нижнего края локтевой мышцы и капсулы локтевого сустава.
Обе головки переходят в короткое, но мощное сухожилие, которое заключено во влагалище локтевого разгибателя запястья (лат. vagina tendinis musculi extensoris carpi ulnaris). Сухожилие прикрепляется к основанию тыльной поверхности V пястной кости.

## Функция
Разгибает кисть и совместно с локтевым сгибателем запястья приводит её в локтевую сторону.